# Jørgen V. Pedersen
Jørgen Vagn Pedersen (født 8. oktober 1959 i København) er tidligere dansk cykelrytter. Han deltog blandt andet i Tour de France i 1985, 1986 og 1987 for Carrera Jeans-Vagabond-holdet, og i 1988 deltog han for holdet BH.
I 1985 lykkedes det ham at vinde 10. etape i Tour de France, og i 1986 kørte han som den anden dansker hele fem dage i den gule førertrøje i det prestigefyldte løb. Alle andre danskere, der har kørt i den gule førertrøje, både før og indtil 2013, har siden hen indrømmet brug af doping, men Jørgen V. Pedersen har, i hvert fald ifølge ham selv, en ren samvittighed.
I 1986 blev han samlet nummer to i det danske etapeløb Danmark Rundt. I 2007 blev sportsdirektør hos Team CSC.